# Lasioglossum laterale
Lasioglossum laterale är en biart som först beskrevs av Gaspard Auguste Brullé 1832.  Lasioglossum laterale ingår i släktet smalbin, och familjen vägbin. Inga underarter finns listade i Catalogue of Life.